# Serie del Caribe 2014
La Serie del Caribe 2014 fue la 56.ª edición del clásico caribeño, un evento deportivo de béisbol profesional, que se disputó en el Estadio Nueva Esparta ubicado en la Isla de Margarita, Venezuela. Esta serie reunió a los equipos de béisbol profesional campeones de los países que integran la Confederación del Caribe: Cuba, México, Puerto Rico, República Dominicana y Venezuela. 
Se desarrolló entre el 1 y el 8 de febrero de 2014 y fue ganada por Naranjeros de Hermosillo por segunda vez en la historia del certamen.

## Estadios
Para los partidos oficiales, semifinales y final se usó el Estadio Nueva Esparta con capacidad para 18 mil espectadores y que está ubicado en la ciudad de Porlamar. Adicionalmente los equipos que así lo requieran para sus prácticas y en días de descanso podrán usar el Estadio El Cardón con capacidad para 3.800 espectadores, que está localizado en el Municipio Antolín del Campo y que fue acondicionado especialmente para el evento.

## Equipos participantes
| País                 | Equipo                    | Liga/vía de clasificación                                                      |
| -------------------- | ------------------------- | ------------------------------------------------------------------------------ |
| Cuba                 | Naranjas de Villa Clara   | Campeón de la Serie Nacional de Béisbol (2012/13)                              |
| México               | Naranjeros de Hermosillo  | Campeón de la Liga Mexicana del Pacífico (2013/14)                             |
| Puerto Rico          | Indios de Mayagüez        | Campeón de la Liga de Béisbol Profesional Roberto Clemente (2013/14)           |
| República Dominicana | Tigres del Licey          | Campeón de la Liga de Béisbol Profesional de la República Dominicana (2013/14) |
| Venezuela            | Navegantes del Magallanes | Campeón de la Liga Venezolana de Béisbol Profesional (2013/14)                 |

## Formato del torneo
Para esta ocasión se determinó efectuar una sola vuelta de todos contra todos y en cada jornada habrá descanso para una de las cinco selecciones. El equipo que finalice en el último lugar automáticamente quedará excluido de la posibilidad de acceder a la corona. Habrá dos partidos semifinales que enfrentarán a primero contra cuarto y segundo contra tercero. Los ganadores de las semifinales jugarán la final.

## Ronda preliminar

### Posiciones
| Pos | Equipo                    | J | G | P | Ave. | VTJ | CA | CP | DC  | H-H | TQB     |
| --- | ------------------------- | - | - | - | ---- | --- | -- | -- | --- | --- | ------- |
| 1   | Navegantes del Magallanes | 4 | 3 | 1 | .750 | 0   | 20 | 14 | 6   | 0-0 | 0.0000  |
| 2   | Naranjeros de Hermosillo  | 4 | 2 | 2 | .500 | 1.0 | 24 | 20 | 4   | 1-1 | 0.0784  |
| 3   | Tigres del Licey          | 4 | 2 | 2 | .500 | 1.0 | 23 | 17 | 6   | 1-1 | 0.0380  |
| 4   | Indios de Mayagüez        | 4 | 2 | 2 | .500 | 1.0 | 16 | 18 | -2  | 1-1 | -0.1053 |
| 5   | Naranjas de Villa Clara   | 4 | 1 | 3 | .250 | 2.0 | 13 | 27 | -14 | 0-0 | 0.0000  |

Glosario:
- J: Jugados
- G: Ganados
- P: Perdidos
- Ave: Promedio del Equipo
- VTJ: Ventaja
- CA: Carreras Anotadas
- CP: Carreras Permitidas
- DC: Diferencia de Carreras
- H-H: Head-To-Head (Racha entre dos equipos específicos. Se usa como criterio de desempate)
- TQB: Equilibrio de Calidad del equipo

#### Clasificación para la Segunda fase
| – | Clasificados a las semifinales. |
| – | Equipo Eliminado.               |

- Hora local UTC-4:00 (aplicado para Venezuela).

| Fecha        | Hora  | Visita                    | Resultado | Local                     | Estadio       |
| ------------ | ----- | ------------------------- | --------- | ------------------------- | ------------- |
| 1 de febrero | 15:00 | Indios de Mayagüez        | 7 - 6     | Tigres del Licey          | Nueva Esparta |
| 1 de febrero | 21:00 | Naranjas de Villa Clara   | 4 - 9     | Naranjeros de Hermosillo  | Nueva Esparta |
| 2 de febrero | 15:00 | Naranjeros de Hermosillo  | 6 - 3     | Indios de Mayagüez        | Nueva Esparta |
| 2 de febrero | 21:00 | Naranjas de Villa Clara   | 5 - 8     | Navegantes del Magallanes | Nueva Esparta |
| 3 de febrero | 15:30 | Tigres del Licey          | 9 - 2     | Naranjas de Villa Clara   | Nueva Esparta |
| 3 de febrero | 20:00 | Navegantes del Magallanes | 6 - 3     | Naranjeros de Hermosillo  | Nueva Esparta |
| 4 de febrero | 15:30 | Indios de Mayagüez        | 1 - 2     | Naranjas de Villa Clara   | Nueva Esparta |
| 4 de febrero | 20:00 | Tigres del Licey          | 1 - 2     | Navegantes del Magallanes | Nueva Esparta |
| 5 de febrero | 15:30 | Naranjeros de Hermosillo  | 6 - 7     | Tigres del Licey          | Nueva Esparta |
| 5 de febrero | 20:00 | Navegantes del Magallanes | 4 - 5     | Indios de Mayagüez        | Nueva Esparta |

## Fase eliminatoria
|  | Semifinales | Semifinales               | Semifinales              |                          |                    | Final              | Final | Final |  |
|  |             |                           |                          |                          |                    |                    |       |       |  |
|  |             |                           |                          |                          |                    |                    |       |       |  |
|  | 1           | Indios de Mayagüez        | 2                        |                          |                    |                    |       |       |  |
|  | 1           | Indios de Mayagüez        | 2                        |                          |                    |                    |       |       |  |
|  | 4           | Navegantes del Magallanes | 0                        |                          |                    |                    |       |       |  |
|  | 4           | Navegantes del Magallanes | 0                        |                          | Indios de Mayagüez | Indios de Mayagüez | 1     |       |  |
|  |             |                           |                          |                          | Indios de Mayagüez | Indios de Mayagüez | 1     |       |  |
|  |             |                           | Naranjeros de Hermosillo | Naranjeros de Hermosillo | 7                  |                    |       |       |  |
|  | 3           | Tigres del Licey          | Naranjeros de Hermosillo | Naranjeros de Hermosillo | 7                  | 2                  |       |       |  |
|  | 3           | Tigres del Licey          |                          |                          |                    | 2                  |       |       |  |
|  | 2           | Naranjeros de Hermosillo  | 3                        |                          |                    |                    |       |       |  |
|  | 2           | Naranjeros de Hermosillo  | 3                        |                          |                    |                    |       |       |  |
|  |             |                           |                          |                          |                    |                    |       |       |  |

### Semifinales
| Fecha        | Hora  | Visita             | Resultado | Local                     | Estadio       |
| ------------ | ----- | ------------------ | --------- | ------------------------- | ------------- |
| 6 de febrero | 20:00 | Tigres del Licey   | 2 - 3     | Naranjeros de Hermosillo  | Nueva Esparta |
| 7 de febrero | 20:00 | Indios de Mayagüez | 2 - 0     | Navegantes del Magallanes | Nueva Esparta |

### Final
| Fecha        | Hora  | Visita             | Resultado | Local                    | Estadio       |
| ------------ | ----- | ------------------ | --------- | ------------------------ | ------------- |
| 8 de febrero | 20:00 | Indios de Mayagüez | 1 - 7     | Naranjeros de Hermosillo | Nueva Esparta |

## Podio
| Bandera de México                          |
| Campeón Naranjeros de Hermosillo 2° título |

## Reconocimientos y premios
Los siguientes fueron los reconocimientos y premios entregados:
| Posición            | Jugador                                      |
| ------------------- | -------------------------------------------- |
| Cácher              | Sebastian Valle (Naranjeros de Hermosillo)   |
| Primera base        | Ramón Lunar (Naranjas de Villa Clara)        |
| Segunda base        | Alberto Callaspo (Navegantes del Magallanes) |
| Tercera base        | Yunesky Sánchez (Naranjeros de Hermosillo)   |
| Short Stop          | Héctor Gómez (Tigres del Licey)              |
| Jardinero Izquierdo | Jon Weber (Naranjeros de Hermosillo)         |
| Jardinero central   | Chris Roberson (Naranjeros de Hermosillo)    |
| Jardinero derecho   | Yuriot Flores (Naranjas de Villa Clara)      |
| Bateador designado  | Ronny Paulino (Tigres del Licey)             |
| Picher derecho      | Juan Delgadillo (Naranjeros de Hermosillo)   |
| Picher zurdo        | Elvis Araujo (Navegantes del Magallanes)     |
| Relevista           | Tyler Herron (Indios de Mayagüez)            |
| Mánager             | Matias Carrillo (Naranjeros de Hermosillo)   |

| Premio              | Jugador |
| ------------------- | --- |
| MVP                 | Chris Roberson (Naranjeros de Hermosillo) |
| Promedio de bateo   | Emilio Bonifacio (Tigres del Licey) Ramón Lunar (Naranjas de Villa Clara) |
| Hits                | Chris Roberson (Naranjeros de Hermosillo) |
| Dobles              | Yulieski Gurriel (Naranjas de Villa Clara) |
| Triples             | Jon Weber (Naranjeros de Hermosillo) Yordan Manduley (Naranjas de Villa Clara), Chris Roberson (Naranjeros de Hermosillo) |
| Cuadrangulares      | Zelous Wheeler (Naranjeros de Hermosillo) |
| Bases totales       | Chris Roberson (Naranjeros de Hermosillo) |
| Carreras impulsadas | Sebastian Valle (Naranjeros de Hermosillo) |
| Carreras anotadas   | Chris Roberson (Naranjeros de Hermosillo) |
| Bases robadas       | Chris Roberson (Naranjeros de Hermosillo) Ezequiel Carrera (Navegantes del Magallanes), Yulieski Gurriel (Naranjas de Villa Clara), Héctor Gómez (Tigres del Licey), Juan Pérez (Tigres del Licey)                                                                                    |
| Bases por bolas     | Emilio Bonifacio (Tigres del Licey) |
| Ganados             | Juan Delgadillo (Naranjeros de Hermosillo) Jon Leicester (Tigres del Licey), Claudio Vargas (Tigres del Licey), Steve Smith (Indios de Mayagüez), Vicyohandr Odelin (Naranjas de Villa Clara), Alfredo Aceves (Naranjeros de Hermosillo), Carlos Zambrano (Navegantes del Magallanes) |
| Efectividad         | Juan Delgadillo (Naranjeros de Hermosillo) Jon Leicester (Tigres del Licey), Claudio Vargas (Tigres del Licey), Steve Smith (Indios de Mayagüez), Joel Piñeiro (Indios de Mayagüez), Yosvany Pérez (Naranjas de Villa Clara), Tyson Brummett (Navegantes del Magallanes)              |
| Ponches             | Juan Delgadillo (Naranjeros de Hermosillo) |
| Salvamentos         | Jean Machí (Navegantes del Magallanes) Tyler Herron (Indios de Mayagüez) |

| Predecesor: Hermosillo, Mex 2013 | Serie del Caribe Margarita 2014 | Sucesor: San Juan, PR 2015 |